# Johan Ludvig Bååth
Johan Ludvig Bååth (født 11. september 1827 i Vadstena, død 6. december 1912 i Helsingborg) var en svensk jurist. Han var fætter til A.U. Bååths og Cecilia Bååth-Holmbergs far samt far til Ludvig Magnus Bååth. 
Bååth blev student i Lund 1843, aflagte hofretseksamen 1847, blev vice herredshøvding 1853, tjenestegjorde i Göta Hofret og var 1864-1905 herredshøvding i Kinnefjärdings, Kinne och Kållands domsaga. Han var flere gange lægmandsombud vid kirkemødet. Bååth forfattede blandt andet Svenska rättegångsväsendets ombildning (2 dele, 1885, 1894) og Tryckfrihetslagstiftningen i Sverige och några främmande länder (I, 1909).